# Oryszkowce (obwód lwowski)
Oryszkowce – wieś na Ukrainie w rejonie lwowskim (do 2020 roku w rejonie żydaczowskim) należącym do obwodu lwowskiego.
Dziedzicem majątku Oryszkowce był Artur Cielecki-Zaremba.
W granicach Oryszkowiec znajduje się dawna wieś Nahorynie.

## Położenie
Na podstawie Słownika geograficznego Królestwa Polskiego i innych krajów słowiańskich: Oryszkowce to wieś w powiecie bóbreckim, 16 km na południowy wschód od Bóbrki, 12 km od sądu powiatowego w Chodorowie.